# C.C.S. Crone-prijs
C.C.S. Crone-prijs is een driejaarlijkse literatuurprijs voor het gehele oeuvre van een aan Utrecht verbonden auteur. De prijs wordt uitgereikt op het International Literature Festival Utrecht (ILFU).
De prijs is in 2001 ingesteld op voorspraak van de Stichting Literaire Activiteiten Utrecht (SLAU), later opgegaan in Het Literatuurhuis, dat later weer opging in ILFU, en is vernoemd naar de Utrechtse prozaschrijver C.C.S. (Cornelius Carolus Stephan) Crone (1914-1951). De prijs geldt doorgaans het gehele oeuvre en wordt georganiseerd door de gemeente: de jury wordt door de gemeente benoemd en door Stichting Het Literatuurhuis begeleid.

## Gelauwerden
De prijs is toegekend aan:
- 2002 - Manon Uphoff
- 2004 - Ronald Giphart
- 2006 - Arthur Japin
- 2008 - Ingmar Heytze
- 2010 - Guillaume van der Graft
- 2012 - Stephan Enter
- 2014 - Esther Jansma
- 2016 - Wessel te Gussinklo
- 2019 - Maxim Februari
- 2022 - Vrouwkje Tuinman
- 2025 - Roline Redmond

## C.C.S. Crone-stipendium
Naast de C.C.S. Crone-prijs bestaat er sinds 2005 een C.C.S. Crone-stipendium voor beginnende auteurs. Dit stipendium is toegekend aan:
- 2005 - Vrouwkje Tuinman
- 2007 - Nicole Montagne
- 2009 - Maarten Das
- 2009 - Wiegertje Postma
- 2009 - Alexis de Roode
- 2011 - Eva Maria Staal
- 2011 - Baban Kirkuki
- 2011 - Joost de Vries
- 2013 - Ivo Bonthuis
- 2013 - Ellen Deckwitz
- 2013 - Peter Knipmeijer
- 2015 - Anne Broeksma
- 2015 - Roelof ten Napel
- 2015 - Marieke Lucas Rijneveld
- 2017 - Gerda Blees
- 2017 - Patrick Pouw
- 2017 - Tom Hofland
- 2018 - Hanneke van Eijken[3]
- 2018 - Mia You[3]
- 2018 - Radna Fabias[3]
- 2019 - Jessica van Geel
- 2019 - Kalib Batta
- 2019 - Joep van Helden
- 2020 - Munganyende Hélène Christelle[4]
- 2020 - Annet Schaap
- 2020 - Lisa Weeda
- 2021 - Mariken Heitman
- 2021 - Lotte Dondorp
- 2021 - Yentl van Stokkum
- 2022 - Nikki Dekker
- 2022 - Daan Windhorst
- 2022 - Gijs Wilbrink
- 2023 - Falun Ellie Koos, Arja Mari en Max Urai
- 2024 - Dieuwertje Mertens, Willemijn Tillmans en Vivian de Gier